# Ekvatorialguineas flagga
Ekvatorialguineas flagga  är horisontellt tredelad med band i grönt, vitt och rött. Vid den inre kanten finns en blå triangel. Mitt på flaggan finns Ekvatorialguineas statsvapen. Överst i statsvapnet finns sex gula stjärnor som representerar fastlandet och de fem öar som utgör landet. Trädet är ett silkesbomullsträd och under det finns en bandslinga med det nationella mottot Unidad, paz, justitia ("Enighet, fred, rättvisa"). Den blå triangeln symboliserar havet, rött står för oberoende, vitt står för fred och grönt symboliserar jordbruket. Flaggan antogs första gången den 12 oktober 1968. Under Francisco Nguemas diktatur 1972–1979 ersattes statsvapnet med ett nytt vapen, och detta återspeglades även i flaggan. Den ursprungliga flaggan återinfördes den 21 augusti 1979. Proportionerna är 2:3.

## Provinsernas flaggor
Var och en av Ekvatorialguineas sju provinser har en egen flagga.